# سلجوق علیباز
سلچوک علیباز (انگلیسی: Selçuk Alibaz؛ زادهٔ ۳ دسامبر ۱۹۸۹) بازیکن فوتبال اهل ترکیه است.
از باشگاه‌هایی که در آن بازی کرده‌است می‌توان به باشگاه فوتبال پادربورن، باشگاه فوتبال قونیه‌اسپور، باشگاه فوتبال یان رگنسبورگ، باشگاه فوتبال اسکی‌شهراسپور، باشگاه فوتبال کارلسروهه، و باشگاه فوتبال ارتسگبیرگ آئو اشاره کرد.
وی همچنین در تیم ملی فوتبال زیر ۲۱ سال ترکیه بازی کرده‌است.